# وستالیا

وستالیا (انگلیسی: Vestalia) یک جشن مذهبی رومی به افتخار وستا (اسطوره)، الهه آتشگاه و ادامه سوزان آتش مقدس روم بود. از ۷ تا ۱۵ ژوئن برگزار می‌شد.